# Falk Wendrich
Falk Henning Wendrich (* 12. Juni 1995) ist ein deutscher Hochspringer aus Soest, Nordrhein-Westfalen.

## Sportliche Karriere
2011 errang Wendrich beim Europäischen Olympischen Jugendfestival (EYOF) in Trabzon (Türkei) mit persönlicher Bestleistung von 2,08 m Silber.
Im Jahr 2012 holte er sich die Silbermedaille bei den U20-Weltmeisterschaften 2012 in Barcelona.
Wendrich wurde zum Jugend-Leichtathlet des Jahres 2012 gewählt.
Bis 2013 startete er für LAZ Soest, danach für TV Wattenscheid und seitdem erneut für LAZ Soest.
In der Saison 2017 stellte Wendrich beim Hochsprungmeeting in Bühl mit 2,26 m eine neue persönliche Bestleistung auf. Mitte Juli wurde er vom Allgemeinen Deutschen Hochschulsportverband für die Sommer-Universiade in Taipeh nominiert, bei der er den Hochsprungwettbewerb mit erneuter persönlicher Bestleistung von 2,29 m gewann.

## Privates
Wendrich studiert Wirtschaftswissenschaft an der Ruhr-Universität Bochum.
Seit Juni 2017 ist Wendrich mit seiner Disziplinkollegin Imke Onnen liiert.

## Erfolge
national
- Deutscher U18-Meister 2012
- Deutscher U20-Hallenmeister 2012 und 2013
- Deutscher U23-Vizemeister 2014
- Deutscher U20-Meister 2014
- Vierter DM 2016
- Deutscher U23-Meister 2017
- Deutscher Hallenvizemeister 2019

international
- Zweiter U20-WM 2012
- Fünfter U20-WM 2014
- Fünfter U23-EM 2017
- Sieger Universiade 2017